# Jerzy Górzyński (puzonista)
Jerzy Górzyński (zm. 13 grudnia 2019) – polski puzonista i działacz muzyczny, solista orkiestry Stefana Rachonia.

## Życiorys
Jako puzonista był solistą w Orkiestrze Polskiego Radia i Telewizji pod dyrekcją Stanisława Rachonia oraz współpracownikiem Orkiestry Rozgłośni Szczecińskiej PR. Pracował w Komitecie do Spraw Radiofonii Polskiego Radia. W latach 1965–1969 był nauczycielem w Technikum Radiowym, zaś w latach 1969–1975 prowadził klasę puzonu i kameralistyki w Szkole Muzycznej im. Oskara Kolberga w Warszawie. Od 1961 należał do Stowarzyszenia Polskich Artystów Muzyków, gdzie w latach 1998–2008 piastował funkcję wiceprezesa Zarządu Głównego SPAM oraz przewodniczącego Komisji Seniorów. Pełnił również funkcję Wiceprzewodniczącego Komisji Rewizyjnej STOART. W 2000 otrzymał tytuł Zasłużony Członek SPAM.

## Wybrane odznaczenia
- Krzyż Kawalerski Orderu Odrodzenia Polski (1995)[2],
- Złota Odznaką SPAM (1988)[2]